# 天主教桑教區
天主教桑教區（拉丁語：Dioecesis Sanensis）是馬里一個羅馬天主教教區。屬巴馬科總教區。
1962年4月10日設自治傳教區，1964年9月29日升為教區。
教區包括塞古區東部四縣、莫普提區迭內縣和錫卡索區約羅索縣，2010年有35,502名教友（佔轄區總人口3.6%）、六個堂區、廿七名司鐸。現任教區主教為若望-嘉俾額爾·迪亞拉。